# Joseph Maregu

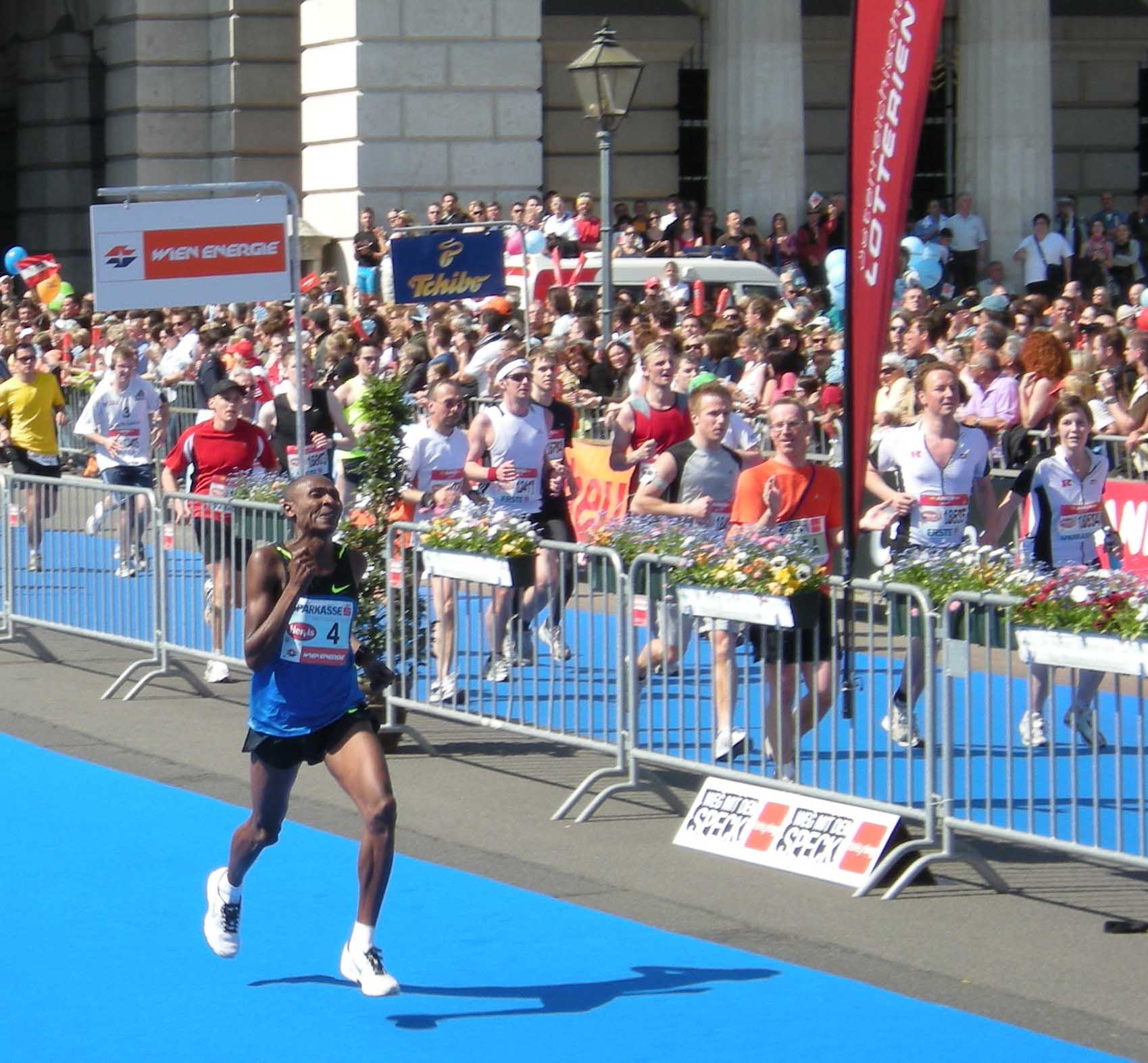
Joseph Maregu beim Vienna City Marathon 2009

Joseph Maregu (* 22. November 1977) ist ein kenianischer Langstreckenläufer, der sich auf Straßenläufe spezialisiert hat.
2006 und 2007 gewann er den Lille-Halbmarathon und 2007 den Paris-Halbmarathon. 2008 wurde Zweiter beim City – Pier – City Loop, Fünfter beim Berliner Halbmarathon und Sechster beim Rotterdam-Halbmarathon. Bei den Halbmarathon-Weltmeisterschaften in Rio de Janeiro wurde er Neunter und gewann mit dem kenianischen Team Gold.
Bei seinem Debüt über die Volldistanz wurde er 2009 Dritter beim Vienna City Marathon. 

## Persönliche Bestzeiten
- Halbmarathon: 59:45 min, 1. September 2007, Lille
- Marathon: 2:09:25 h, 19. April 2009, Wien